# Sakfråga
Sakfråga är en fråga som handlar om organisationens egentliga verksamhet, till skillnad från en ordningsfråga som handlar om själva sammanträdet.
Sakfråga blandas ibland ihop med ordningsfrågan att begära sakupplysning.